# Huaco retrato (novela)
Huaco retrato es una novela autoficcional de la escritora peruana Gabriela Wiener, publicada en 2021 por la editorial Penguin Random House. La trama de la obra inicia tras la visita de Wiener a una exposición sobre su tatarabuelo explorador en un museo de París, lo que la lleva a desentrañar la historia de su antepasado y su legado problemático. El nombre de la novela hace referencia a los huaco retratos moche, figuras arqueológicas peruanas que reproducen rostros de indígenas, y entre sus temáticas centrales se encuentra la identidad, el racismo, el colonialismo y la sexualidad.
Fue la primera novela de la autora y es considerada su obra más famosa. Fue además un éxito crítico y de ventas e incluida en las listas de los mejores libros del año por medios como El País, El Español y El Mundo. Ha sido traducida a los idiomas inglés, francés, italiano y portugués.

## Argumento
Gabriela Wiener es una escritora peruana radicada en España que un día visita una exposición en un museo de París dedicada a los hallazgos de su tatarabuelo, Charles Wiener, un explorador austriaco que se llevó miles de objetos arqueológicos que obtuvo durante sus expediciones en Perú. Durante su paso por el país, Charles había engendrado un hijo con una mujer local llamada Maria, a quien abandonó tras su partida y quien fue el origen de la familia de Gabriela. Luego de verse reflejada en los rostros indígenas de los huaco retratos de la colección, Wiener empieza a cuestionar el orgullo que su familia sentía por el legado colonialista de su antepasado, así como su identidad como mujer chola y migrante en un país en que aún existe racismo.
La historia está conformada por otros dos arcos narrativos. Uno de ellos inicia con el viaje de Gabriela a Perú tras la muerte de su padre, Raúl Wiener, un periodista de izquierda que ocultaba una segunda familia con una amante y otra hija. La otra línea argumental explora las dudas que siente alrededor de su vida sexual y la relación poliamorosa bisexual que tiene con su esposo Jaime y su esposa Roci, a quienes oculta una aventura amorosa que tiene durante su viaje a Perú pero a quienes a la vez cela ante la idea que también busquen otros amantes.

## Escritura

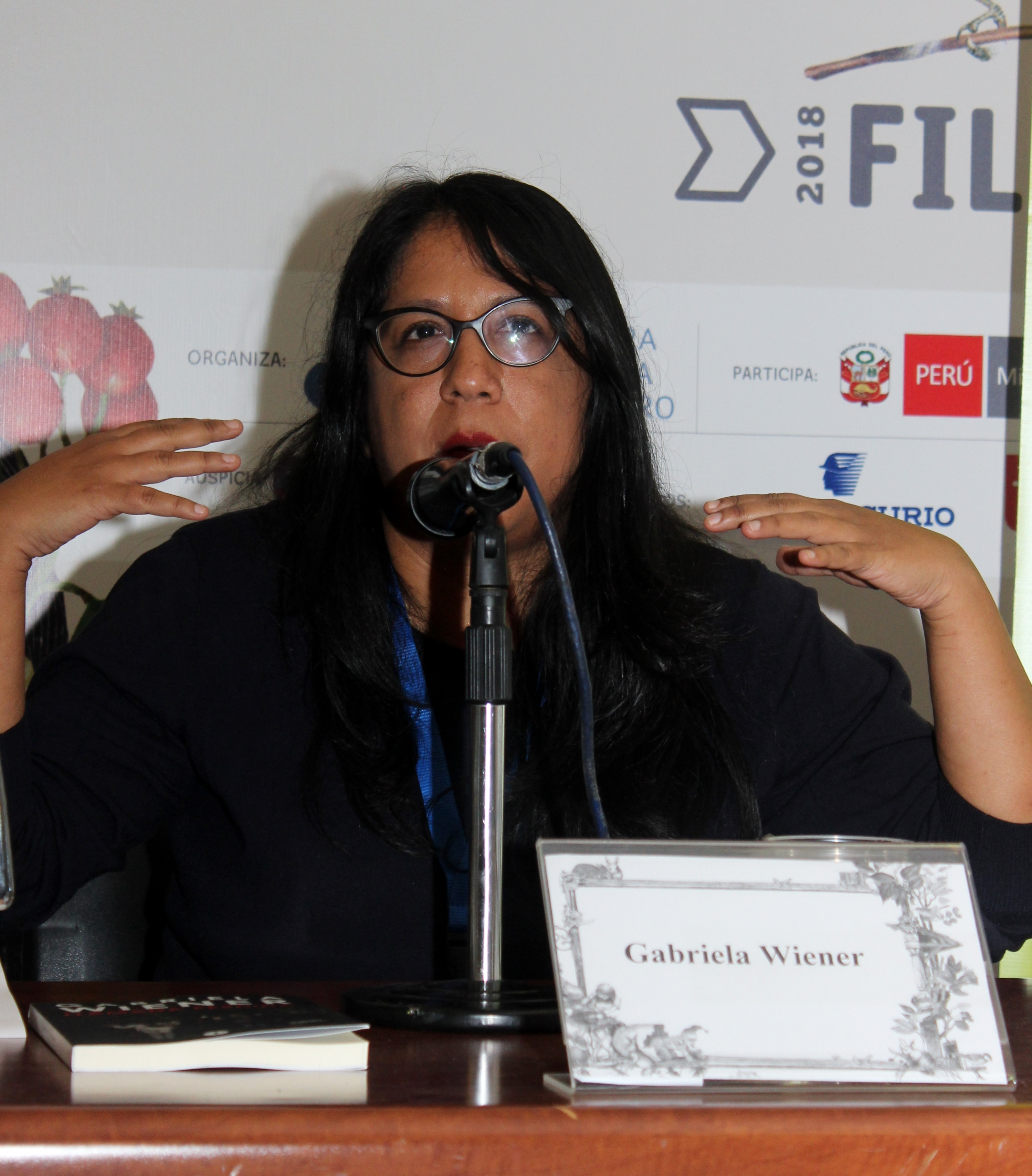
Gabriela Wiener en la FILSA 2018.

La idea original de la obra nació luego de una visita que realizó la autora a la colección Wiener del Museo del muelle Branly en París, donde se reunían piezas arqueológicas traídas a Francia por su tatarabuelo, Charles Wiener. Durante esta visita, Wiener comenzó a cuestionar el legado de su tatarabuelo, su propio activismo antirracista y su identidad como mujer mestiza y migrante. De acuerdo a la autora, el pensamiento y los discursos de las agrupaciones migrantes en España, entre ellas el colectivo Ayllu, fueron de importancia fundamental en la concepción de la crítica anticolonial que realiza en la obra. Otra influencia fue Lucrecia Masson.
En primera instancia, Wiener había pensado en escribir el libro desde la literatura de no ficción, pero dejó de lado su escritura por años al no contar con el tiempo suficiente para realizar una investigación peridística profunda sobre su antepasado. Posteriormente decidió abordar la historia desde la ficción, por lo que, aunque muchos eventos y personajes de la novela son reales, completó varios vacíos de la historia de Charles Wiener a través de la ficción. Muchos eventos reales, así mismo, fueron deformados en el texto final.
Como forma de experimentación, Wiener incluyó en la obra características de la crónica, la autobiografía, la novela y el ensayo, así como de géneros literarios como la literatura descolonial y la literatura de duelo. Sobre su intención al escribir la obra en relación con el pensamiento descolonial, la autora afirmó lo siguiente:

Con Huaco retrato quiero sumarme a esos trabajos que se están haciendo de epistemologías descoloniales y desde el sur, otras formas de pensar no hegemónicas sobre el amor y el deseo. Me interesa plantear cómo se presenta el conflicto de identidad a través del amor y cómo marca la sexualidad nuestras relaciones raciales.

Como forma de ilustrar las contradicciones entre la veneración que su familia sentía hacia su antepasado y los pensamientos racistas del mismo, Wiener eligió como epígrafe para la novela una frase de su antepasado en que dijo: «La imbecilidad artificial del cuerpo estaba unida en los peruanos a la imbecilidad fáctica del alma».

## Recepción
La obra fue un éxito crítico y de ventas. En su lista de las 50 mejores obras de 2021, el diario español El País la incluyó en el puesto 14. También fue incluida en la lista de los 30 mejores libros del año del diario El Mundo y en la del medio digital El Español.
La reseña del diario El País, escrita por Carlos Pardo, se refirió de forma positiva a la novela y la destacó como el mejor de los libros de Wiener. Pardo hizo hincapié en el aspecto político del libro y encomió su complejidad y el hecho de que no cayera en el didactismo o la infantilización. De similar opinión fue la escritora Esther López Barceló, quien en un artículo del diario La Marea calificó a Huaco retrato de «bellísima obra literaria» y destacó en particular los aspectos sociales de la obra como un «aullido antirracista». Este aspecto también fue señalado en la reseña de Fundación La Fuente, que llamó al libro «lectura fundamental como reflexión de la historia y las imposiciones culturales a las que inconscientemente hemos sido sometidos».
El crítico literario Darwin Caris, del diario chileno El Desconcierto, elogió por su lado la prosa de la obra y la describió como «intensa, de reflexiones profundas y de tantas lecturas posibles como corporalidades dispares». Irina Soto Fukutani, en la reseña del diario boliviano Opinión alabó el humor de la prosa de Wiener y calificó a la obra como «virtuosa», «extraordinaria».